# العلاقات البوتسوانية المصرية
العلاقات البوتسوانية المصرية هي العلاقات الثنائية التي تجمع بين بوتسوانا ومصر.

## مقارنة بين البلدين
هذه مقارنة عامة ومرجعية للدولتين:
| وجه المقارنة                                              | بوتسوانا                       | مصر           |
| --------------------------------------------------------- | ------------------------------ | ------------- |
| المساحة (كم2)                                             | 581.74 ألف                     | 1.01 مليون    |
| عدد السكان (نسمة)                                         | 2.29 مليون                     | 94.80 مليون   |
| الكثافة السكانية (ن./كم²)                                 | 3.94                           | 93.86         |
| العاصمة                                                   | غابورون                        | القاهرة       |
| اللغة الرسمية                                             | لغة إنجليزية                   | اللغة العربية |
| العملة                                                    | بولا بوتسواني                  | جنيه مصري     |
| الناتج المحلي الإجمالي (بليون دولار)                      | 17.41 مليار                    | 235.37 مليار  |
| الناتج المحلي الإجمالي (تعادل القوة الشرائية) بليون دولار | 35.84 مليار                    | 998.67 مليار  |
| الناتج المحلي الإجمالي الاسمي للفرد دولار أمريكي          | 6.36 ألف                       | 3.61 ألف      |
| الناتج المحلي الإجمالي للفرد دولار أمريكي                 | 16.10 ألف                      |               |
| مؤشر التنمية البشرية                                      | 0.698                          | 0.690         |
| رمز المكالمات الدولي                                      | +267                           | +20           |
| رمز الإنترنت                                              | .bw                            | .eg، .مصر     |
| المنطقة الزمنية                                           | ت ع م+02:00، توقيت وسط إفريقيا | ت ع م+02:00   |

## منظمات دولية مشتركة
يشترك البلدان في عضوية مجموعة من المنظمات الدولية، منها:
| علم المنظمة | اسم المنظمة                               | تاريخ انضمام بوتسوانا | تاريخ انضمام مصر |
| ----------- | ----------------------------------------- | --------------------- | ---------------- |
|             | مؤسسة التنمية الدولية                     | 24 يوليو 1968         | 26 أكتوبر 1960   |
|             | يونسكو                                    | 16 يناير 1980         | 22 يناير 1947    |
|             | وكالة ضمان الاستثمار متعدد الأطراف        | 15 مايو 1990          | 12 أبريل 1988    |
|             | الأمم المتحدة                             | 17 أكتوبر 1966        | 24 أكتوبر 1945   |
|             | الاتحاد البريدي العالمي                   | ?                     | ?                |
|             | البنك الدولي للإنشاء والتعمير             | 24 يوليو 1968         | 27 ديسمبر 1945   |
|             | الاتحاد الدولي للاتصالات                  | 2 أبريل 1968          | 9 ديسمبر 1876    |
|             | مؤسسة التمويل الدولية                     | 23 مارس 1979          | 20 يوليو 1956    |
|             | المركز الدولي لتسوية المنازعات الاستشارية | 14 فبراير 1970        | 2 يونيو 1972     |
|             | منظمة التجارة العالمية                    | ?                     | 30 يونيو 1995    |
|             | منظمة الشرطة الجنائية الدولية             | ?                     | 7 سبتمبر 1923    |
|             | الاتحاد الأفريقي                          | 31 أكتوبر 1966        | 9 يوليو 2002     |
|             | البنك الإفريقي للتنمية                    | ?                     | 10 سبتمبر 1964   |

## وصلات خارجية
- موقع وزارة الخارجية البوتسوانية
- موقع وزارة الخارجية المصرية